# Meu Momento
Meu Momento é o sexto álbum de estúdio da cantora brasileira Wanessa Camargo. O álbum foi lançado no dia 01 de junho de 2009 pelo selo da Sony Music Entertainment. O álbum foi produzido pelo DJ Deeplick com foco no R&B. 
A cantora lançou a faixa "Fly" como primeiro single do álbum, em 7 de abril, tendo como participação o rapper estadunidense Ja Rule. "Fly" ficou meses em primeiro lugar nas rádios do Brasil. No mesmo ano, "Não Me Leve a Mal" foi escolhida pelos fãs em uma votação no Twitter da cantora como segundo single do álbum, e oficialmente o último, a faixa mescla o inglês e o português e foi lançada em 31 de agosto. 
Foi a partir desse álbum que Wanessa começou a ser chamada de Rainha do Pop Brasileiro.
O disco é R&B, um gênero que até então era pouco explorado no Brasil. O produtor musical Rick Bonadio, responsável pela descoberta de grandes nomes como Rouge e NX Zero, disse que a nova fase de Wanessa iria abrir um caminho para toda uma geração de cantoras de R&B nacional. Ele completou dizendo: "Pode ver que ela está glamurosa como a Beyoncé, mas na letra da música continua sendo a mesma menina comportada e romântica de sempre".

## Composição
O álbum é um diferencial em relação aos compositores. Deeplick escreveu a maioria das músicas, junto com Marcelo Mira, o que fez Jason Deere, César Lemos e Karla Aponte (seus parceiros de longa data) ficarem completamente de fora do álbum. Luciana Cardoso (esposa do apresentador Fausto Silva) escreveu duas músicas, enquanto a própria Wanessa escreveu apenas três canções. Em "Fly", Wanessa conta sobre a sua trajetória musical. "Gosto Tanto", "Sentido a Minha Vida", "Como Eu Te Quis", "Vou Propor" e "Te Beijar" tem como tema relacionamentos românticos em seus mais diferentes formatos. Em "Desejos", "Perdeu" e "Dono da Noite", o tema é a mulher e seus desejos próprios. "Não Me Leve a Mal" fala sobre ressentimento de uma traição e vingança. "Máquina Digital" faz uma analogia ao consumismo. "O Que Vem do Reggae É Bom" e "Me Leva" conta sobre poder curtir a noite, dançar sem preocupações. "Coisas da Vida" tem como tema a experiência de vida que cada um carrega.

## Promoção
O lançamento do álbum aconteceu exclusivamente no Domingão do Faustão, na Rede Globo, onde Wanessa falou sobre o processo de produção do trabalho e cantou a faixa "Fly" e "Gosto Tanto". Em 1 de outubro de 2009, apresentou-se no MTV Video Music Brasil junto com Ja Rule, onde também concorria aos prêmios de Melhor Vídeo Pop e Hit do Ano por "Fly", embora não os tenha vencido.
Em 30 de novembro, participou do show Oi Fashion Rocks, cantando "Fly" e "Não Me Leve a Mal". Em 7 de fevereiro de 2010, realizou o show de abertura da turnê I Am... Tour, da cantora Beyoncé, durante a passagem da mesma pelo Brasil.

## Recepção

### Crítica
O álbum recebeu críticas mistas. O colunista Gilberto Tenório da revista O Grito! começou positivo dizendo que "O primeiro single de Meu Momento já deixa clara a opção por essa nova fase. 'Fly' poderia muito bem estar num CD de alguma cantora americana de R&B". Entretanto, a avaliação final do álbum é negativa, afirmando que Wanessa tenta parecer mais moderna, porém acaba sem identidade própria e com "um punhado de canções descartáveis" no disco, citando "Desejos" como robótica, "Gosto Tanto" como genérica e "Não Me Leve a Mal" classificada como "de versos de gosto duvidoso como 'minha cabeça não é degrau'". Elogia a intenção de Wanessa ao buscar novas sonoridades, e até encontrar um estilo próprio, mas que resultou em um "punhado de canções descartáveis".
Já o Portal Me Gusta colocou o álbum como um dos melhores da cantora por ela tentar inovar em sua carreira sem deixar seu lado pop, listando a canção "Não Me Leve a Mal" como a melhor do cd, e dando destaque as faixas, "Coisas da Vida", "Te Beijar", "Meu Momento", "Como Eu Te Quis" e "Perdeu", sobre a música "O Que Vem do Reggae É Bom" a classificou como um reggaeton eletrizante, chamando Wanessa de percursora feminina do gênero no Brasil.

### Comercial
O álbum ocupou o segundo lugar na lista de mais vendidos na primeira semana de vendas no Brasil, ficando atrás apenas do CD The E.N.D. do grupo The Black Eyed Peas. O disco vendeu ao todo 40 mil cópias.

### Desempenho
A música Fly ficou na posição 18 entre as 100 músicas mais tocadas nas rádios em 2009

## Lista de faixas
| N.º | Título                                     | Compositor(es)                                                      | Duração |  |
| 1.  | "Fly" (com Ja Rule)                        | Deeplick / Denilson Miller / Marcelo Mira / Ja Rule / Samille Joker | 4:00    |  |
| 2.  | "Gosto Tanto"                              | JP / Deeplick                                                       | 3:32    |  |
| 3.  | "Desejos"                                  | Deeplick / Denilson Miller / Marcelo Mira                           | 4:09    |  |
| 4.  | "Não Me Leve a Mal (Let Me Live)"          | Deeplick / Denilson Miller / Marcelo Mira / Samille Joker           | 3:43    |  |
| 5.  | "Sentido a Minha Vida"                     | Wanessa Camargo / Lu Cardoso / Deeplick                             | 4:32    |  |
| 6.  | "Dono da Noite"                            | Thereza Blota / Deeplick / Marcelo Mira                             | 3:45    |  |
| 7.  | "Máquina Digital"                          | Deeplick / Dudy / Marcelo Mira                                      | 3:12    |  |
| 8.  | "Vou Propor"                               | Mônica Agüena / Lu Cardoso / Nana Rizinni                           | 3:17    |  |
| 9.  | "Perdeu (Physical)"                        | Renato Pagliacci / Karen T.                                         | 3:21    |  |
| 10. | "Te Beijar" (com Alexandre Carlo)          | Alexandre Carlo                                                     | 3:85    |  |
| 11. | "O Que Vem do Reggae É Bom" (com Rick Dub) | Deeplick / Rick Dub / Marcelo Mira                                  | 3:11    |  |
| 12. | "Como Eu Te Quis (Wishes)"                 | Wanessa Camargo / Renato Pagliacci / Karen T.                       | 3:23    |  |
| 13. | "Coisas da Vida" (com Rita Lee)            | Rita Lee                                                            | 4:51    |  |
| 14. | "Me Leva"                                  | Thereza Blota / Wanessa Camargo / Deeplick                          | 3:16    |  |
| 15. | "Meu Momento" (com Ja Rule)                | Deeplick / Denilson Miller / Marcelo Mira / Ja Rule                 | 4:00    |  |
| 16. | "Desejos (Remix)"                          | Deeplick / Denilson Miller / Marcelo Mira                           | 4:11    |  |